# SPSS
SPSS is een statistisch computerprogramma voor de sociale wetenschappen dat ontstaan is in 1968 en ontwikkeld werd door Norman Nie en Hadlai 'Tex' Hull. Oorspronkelijk was SPSS een acroniem dat stond voor Statistical Package for the Social Sciences.
In het begin werd het programma SPSS vooral gebruikt in de sociale wetenschappen zoals politicologie, sociologie en psychologie, maar tegenwoordig is het ook in gebruik bij marketing, marktonderzoek, beleidsonderzoek en fraudedetectie.

## Geschiedenis
In 1976 werd het gelijknamige bedrijf SPSS Inc. opgericht in Chicago. Dit bedrijf ging zich bezighouden met de wereldwijde marketing en verkoop. SPSS was het eerste statistiekprogramma dat beschikbaar was voor pc's en later ook voor Windows. Naast het programma voor statistische analyses breidde SPSS Inc. zijn activiteiten uit door overnames van diverse organisaties:
- 1998 Quantime Ltd. (gegevenverzameling)
- 1999 ISL Ltd. (data mining)
- 2000 Showcase (business intelligence)
- 2002 Netgenesis Inc. (web analytics)
- 2003 Data Distilleries b.v. (decision management)

In 2009 werd SPSS Inc overgenomen door IBM. Tegenwoordig maken de programma's deel uit van de productportefeuille van IBM Business Analytics. Alle programma's uit de SPSS-familie zijn gericht op het verzamelen, invoeren, lezen, bewerken en/of analyseren van gegevens en het leiden van de resultaten naar de juiste plekken voor het nemen van beslissingen.

## Het programma SPSS Statistics

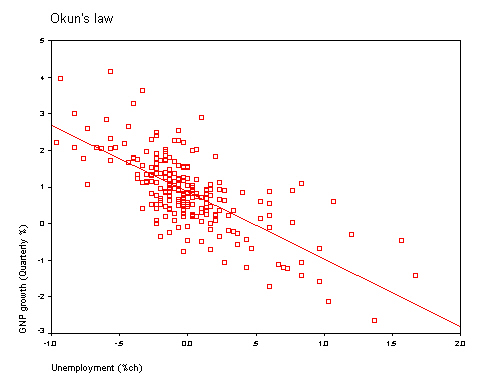
Spreidingsdiagram, gegenereerd door SPSS

Dit programma is opgebouwd uit verschillende modules. De clientversie is beschikbaar op Windows, Linux en Mac OS. De serverversie is voor diverse platforms beschikbaar (Windows, AIX, zOS, Linux,...)
De kern is een programma dat functionaliteit bevat voor het lezen, bewerken en visualiseren van data. Deze kern is afzonderlijk beschikbaar voor mensen die hun eigen analyses willen programmeren en gebruiken binnen SPSS Statistics met bijvoorbeeld R of Python. De analysemogelijkheden zijn beschikbaar in een reeks modules.
- Base - onder andere beschrijvende statistiek, bivariate associaties, ANOVA, clustering, lineaire regressie (OLS), niet-parametrische toetsen.
- Regression - onder andere logistische regressie, niet-lineaire regressie, two-stage least squares
- Decision Trees - beslissingsbomen (CHAID, C&RT, QUEST)
- Categories - voor het analyseren van meerdere meetniveaus op grond van het alternating least squares algorithm ontwikkeld op de Universiteit van Leiden
- Advanced Statistics - onder andere General Linear Models, Generalized Linear Models, Mixed-Models, Survival, hiërarchische loglineaire modellen
- Bootstrapping - voor robuustheidsanalyse op basis van bootstrapping
- Exact Tests - voor statistische toetsen in kleine steekproeven (Fisher's exact, Monte Carlo approximations)
- Complex Samples - voor het analyseren van complexe steekproefontwerpen en trekkingen daaruit
- Data Preparation - voor het standaardiseren van gegevensvoorbereiding en het controleren van kwaliteit (onder andere Anomaly Detection)
- Forecasting - analyseren van tijdreeksen met onder andere multivariate seasonal arima en exponential smoothing
- Custom Tables - voor het creëren van uitgebreide presentatieklare tabellen
- Conjoint - voor conjoint analyse
- Neural Networks - voor het analyseren met neurale netwerken
- Missing Values - voor het analyseren en eventueel schatten van ontbrekende waarden
- AMOS - voor structurele vergelijkingsmodellen

## Andere SPSS-programma's
- SPSS Data Collection - voor (multimodaal) vragenlijstonderzoek
- SPSS Statistics - het oorspronkelijke SPSS-pakket voor statistiek en statistische analyses
- SPSS Modeler - een workbench voor data mining dat vroeger bekend was als SPSS Clementine
- SPSS Collaboration & Deployment Services - een platform voor het beheren, automatiseren en integreren van analyseprocessen
- SPSS Analytic Decision Management - een applicatie voor het beheren en integreren van analytische modellen in beslissingen in bedrijfsprocessen (oorspronkelijk ontstaan vanuit de overname door SPSS van het Nederlandse Data Distilleries in 2003)

Ook deze SPSS-programma's vallen sinds 2009 onder IBM.